# Temporada 2019 de la FAM
La Temporada 2019 de la FAM, es la primera edición de la Liga Fútbol Americano de México. Actualmente la FAM está conformada por siete equipos ubicados en las ciudades de Zapopan, Ciudad de México, Ciudad Juárez, Naucalpan, San José del Cabo y Chihuahua. La competencia se juega de febrero a mayo con las reglas profesionales de la National Football League (NFL) salvo por algunas excepciones.

## Equipos
| Equipo     | Ciudad                      | Entrenador en jefe  | Estadio                      | Capacidad |
| ---------- | --------------------------- | ------------------- | ---------------------------- | --------- |
| Bulldogs   | Naucalpan, Estado de México | Juan Garrido        | sin estadio                  |           |
| Centauros  | Ciudad Juárez, Chihuahua    | Mauricio Balderrama | Chucus Olascoaga             | 2,000     |
| Pioneros   | Querétaro, Querétaro        | Rassielh López      | Unidad Deportiva El Pueblito | 3,000     |
| Tequileros | Zapopan, Jalisco            | Francisco Vázquez   | Tres de Marzo                | 18,750    |
| Titanes    | Ciudad de México            | Víctor Saspe        | Deportivo Plan Sexenal       | 2,275     |

## Acontecimientos Relevantes
- En marzo de 2019 durante el juego entre Titanes CDMX y Tequileros Jalisco,  un jugador de Titanes FAM golpea de forma intencional a uno de los oficiales del partido de este domingo. En la imagen de diversos videos se ve claramente el momento del contacto, sin que se aprecie motivo alguno de confusión del jugador. De acuerdo con la publicación original del muro FANS Tequileros, el agresor es el excapitan de los Pumas CU, Erick Arzate, quien habría sido expulsado del juego, tras el golpe al oficial. Por ahora la liga FAM no ha señalado si habrá investigación sobre el tema o alguna posible sanción sobre el jugador.[1]
- En abril de 2019 Bulldogs Naucalpan anunció que cambiarían de sede, ya no jugarían en Perros Negros ahora sería en el campo de la Fes Acatlan.
- Durante el Juego entre Titanes y Pioneros Querétaro, un jugador de Titanes FAM #5 golpea por la espalda y de forma intencional a un jugador de Pioneros habría sido expulsado del juego tras la agresión.[2]
- Bulldogs vuelve anunciar que cambia de sede para su juego frente a Tequileros Jalisco, no se llevara a cabo en la Fes Acatlan sino en el Campo de Redskins además de cambiar el horario y el día de domingo a sábado por la tarde 6:00PM.https:[3]
- Previo a la semana 9 y con un día de aticipacion se anuncia que Titanes CDMX no viajara a Ciudad Juárez para su juego frente a Centauros FAM, alegando problemas financieros y de logística, el juego no se reprogramo fue cancelado, debido a esto se declaró como juego perdido para Titanes por Forteit.[4]
- Durante las últimas semanas de competencia Titanes FAM tiene diversos adeudos con algunos juagadores y coaches.
- Dos días antes del Juego Entre Titanes y Bulldogs se cambia la sede de juego al Campo de los dragones rojos de IZCALI en el municipio de Cuautitlán Izcalli, siendo que este se llevaría a cabo en la CDMX en el plan sexenal.[5]
- El 31 de julio de 2019 anuncian el primer equipo de expansión para la temporada 2020, siendo estos los Caudillos y teniendo como sede la ciudad de Chihuahua.

## Cambios
- Entrenadores en jefe
  - Pioneros: Rassielh López sustituyó a Gene Dalhquist (1-1) debido a que renunció por motivos personales previo a la semana 4.[6]

## Sistema de competencia

### Reglas de juego
La competencia se juega con las reglas de la National Football League (NFL), salvo algunas excepciones en las que se aplican reglas de la NCAA, la Alliance of American Football, u otras desarrolladas de manera interna.

### Tope salarial
El tope salarial para los equipos de la FAM es de $1,300,000 MXN (aproximadamente $66,000 USD) para toda la temporada. Los jugadores reciben un salario meramente simbólico.

## Temporada Regular
La temporada regular se juega de febrero a abril, cada equipo enfrenta dos veces a cada uno de los otros equipos, uno como local y otro como visitante. Los equipos tienen dos semanas bye durante la temporada, y juegan un total de 8 partidos.
- Los horarios corresponden al Tiempo del Centro de México (UTC-6 y UTC-5 en horario de verano).[9]

| Semana | Fecha  | Hora  | Visitante  | Score     | Local      | Estadio                      | TV | Streaming |
| ------ | ------ | ----- | ---------- | --------- | ---------- | ---------------------------- | -- | --------- |
| 1      | 24-feb | 11:00 | Bulldogs   | 22-19     | Tequileros | Tres de Marzo                |    | FAM       |
| 1      | 24-feb | 14:00 | Titanes    | 11-9      | Pioneros   | Unidad Deportiva El Pueblito |    | FAM       |
| 2      | 03-mar | 11:00 | Tequileros | 14-19     | Titanes    | Deportivo Plan Sexenal       |    | FAM       |
| 2      | 03-mar | 14:00 | Pioneros   | 17-0      | Centauros  | Chucus Olascoaga             |    | FAM       |
| 3      | 10-mar | 11:00 | Centauros  | 10-34     | Tequileros | Tres de Marzo                |    | FAM       |
| 3      | 10-mar | 14:00 | Titanes    | 12-15     | Bulldogs   | Perros Negros                |    | FAM       |
| 4      | 17-mar | 13:00 | Bulldogs   | 15-20     | Centauros  | Chucus Olascoaga             |    | FAM       |
| 4      | 17-mar | 14:00 | Tequileros | 20-25     | Pioneros   | Unidad Deportiva El Pueblito |    | FAM       |
| 5      | 24-mar | 11:00 | Pioneros   | 6-8       | Bulldogs   | Perros Negros                |    | FAM       |
| 5      | 24-mar | 14:00 | Centauros  | 34-6      | Titanes    | Deportivo Plan Sexenal       |    | FAM       |
| 6      | 31-mar | 11:00 | Titanes    | 16-8      | Tequileros | Tres de Marzo                |    | FAM       |
| 6      | 31-mar | 14:00 | Bulldogs   | 6-7       | Pioneros   | Unidad Deportiva El Pueblito |    | FAM       |
| 7      | 07-abr | 11:00 | Tequileros | 16-24     | Centauros  | Chucus Olascoaga             |    | FAM       |
| 7      | 07-abr | 13:00 | Pioneros   | 12-11     | Titanes    | Deportivo Plan Sexenal       |    | FAM       |
| 8      | 14-abr | 11:00 | Pioneros   | 6-15      | Tequileros | Tres de Marzo                |    | FAM       |
| 8      | 14-abr | 14:00 | Centauros  | 20-27     | Bulldogs   | Perros Negros                |    | FAM       |
| 9      | 28-abr | 13:00 | Titanes    | Cancelado | Centauros  | Chucus Olascoaga             |    | Cancelado |
| 9      | 27-abr | 18:00 | Tequileros | 42-17     | Bulldogs   | Redskins                     |    | FAM       |
| 10     | 05-may | 11:00 | Bulldogs   | 22-18     | Titanes    | Izcalli                      |    | FAM       |
| 10     | 05-may | 14:00 | Centauros  | 23-26     | Pioneros   | Unidad Deportiva El Pueblito |    | FAM       |

### Standings
- Fecha de actualización: semana 8.[10]

| Equipo     | JJ | Récord | Cociente |
| ---------- | -- | ------ | -------- |
| Bulldogs   | 8  | 5-3    | 0.625    |
| Centauros  | 8  | 4-4    | 0.500    |
| Pioneros   | 8  | 5-3    | 0.625    |
| Titanes    | 8  | 3-5    | 0.375    |
| Tequileros | 8  | 3-5    | 0.375    |

     Clasificado a postemporada

## Postemporada
A principios de mayo, luego de la temporada regular, los cuatro mejores equipos mejor clasificados se enfrentan en el juego semifinales Centauros vence 22 a 14 a los Bulldogs el sábado 11 de mayo a las 17:00 hrs y Titanes en Pioneros estos últimos ganando 13 a 12 el domingo 12  de mayo a las 12:00 hrs. y los ganadores Centauros y Pioneros pasan a jugar el campeonato por el Balón de Plata de la FAM en la Ciudad de Querétaro.
| Casco           |        |               |
| Brazo izquierdo | Cuerpo | Brazo derecho |
| Pantalones      |        |               |
| Medias          |        |               |
| 2.º             |        |               |

| 26 de mayo de 2019, 13:00 hrs. Estadio: Unidad Deportiva El Pueblito TV:                                                                                               |    |    |    |    |
| \| Equipo \| 1C \| 2C \| 3C \| 4C \| \| --------------- \| -- \| -- \| -- \| -- \| \| 2.º Clasificado \| 0 \| 0 \| 0 \| 0 \| \| 1er Clasificado \| 0 \| 0 \| 0 \| 0 \| |    |    |    |    |
| Equipo | 1C | 2C | 3C | 4C |
| 2.º Clasificado | 0  | 0  | 0  | 0  |
| 1er Clasificado | 0  | 0  | 0  | 0  |

| Equipo          | 1C | 2C | 3C | 4C |
| --------------- | -- | -- | -- | -- |
| 2.º Clasificado | 0  | 0  | 0  | 0  |
| 1er Clasificado | 0  | 0  | 0  | 0  |

| Casco           |        |               |
| Brazo izquierdo | Cuerpo | Brazo derecho |
| Pantalones      |        |               |
| Medias          |        |               |
| 1er             |        |               |